# Erdőkertes
Erdőkertes é um município da Hungria, situado no condado de Peste. Tem 5,75 km² de área e sua população em 2015 foi estimada em 7.992 habitantes.